# Luis Tosar
Luis Tosar (ur. 13 października 1971 w Cospeito) – hiszpański aktor filmowy i teatralny, muzyk i producent filmowy.
Jeden z najwszechstronniejszych i najbardziej rozpoznawalnych hiszpańskich aktorów swojego pokolenia. Najbardziej znany z ról w filmach: Cela 211, Moimi oczami, Nawet deszcz, Słodkich snów i Poniedziałki w słońcu.
Jego charakterystycznym znakiem rozpoznawczym są czarne, krzaczaste brwi oraz łysina.

## Życiorys

### Początki
Urodził się w miejscowości Xustás koło Cospeito w prowincji Lugo w hiszpańskiej Galicji. Studiował historię na Uniwersytecie w Santiago de Compostela. Karierę aktorską zaczynał od występów w teatrze i filmach krótkometrażowych. Popularność przyniosła mu rola w serialu telewizyjnym Mareas vivas (1998-2001).

### Film
Wkrótce potem o Tosara upomniało się kino. Uznanie krytyki zdobył drugoplanową rolą bezrobotnego mężczyzny w filmie Poniedziałki w słońcu (2002) Fernanda Leóna de Aranoi. Następnie zagrał brutalnego męża w Moimi oczami (2003) Icíar Bollaín, producenta filmowego w Nawet deszcz (2010) Bollaín i dozorcę w Słodkich snów (2011) Jaume Balagueró.
Najwybitniejszą jak dotąd kreację stworzył Tosar w filmie Cela 211 (2009) Daniela Monzóna. Wcielił się tam w więźnia, który wszczyna w więzieniu zamieszki i nieopatrznie zaprzyjaźnia się z udającym więźnia strażnikiem. Rola przyniosła aktorowi wiele nagród, w tym trzecią w karierze Nagrodę Goya.
Poza kinem hiszpańskim Tosar sporadycznie występuje też w filmach amerykańskich. Największą rolę zagrał dotychczas w Miami Vice (2006) Michaela Manna. Był tam tajemniczym bossem narkotykowym. Pojawił się także w The Limits of Control (2009) Jima Jarmuscha i Mr. Nice (2010) Bernarda Rose’a.

### Muzyka
Był wokalistą i gitarzystą w kilku zespołach: w Magical Brothers, The Ellas i obecnie w Di Elas.

### Życie prywatne
Od 2015 jest w związku z chilijską aktorką Maríą Luisą Mayol. 9 grudnia 2015 urodził się ich syn, León Tosar Mayol.

## Nagrody
Był siedmiokrotnie nominowany do Nagrody Goya i zdobył ją trzy razy: za role pierwszoplanowe w filmach Moimi oczami (2003) i Cela 211 (2009) oraz za rolę drugoplanową w filmie Poniedziałki w słońcu (2002). Za rolę w Moimi oczami otrzymał też nagrodę dla najlepszego aktora na MFF w San Sebastián, a za kreację w Celi 211 był nominowany do Europejskiej Nagrody Filmowej dla najlepszego aktora.

## Filmografia

### aktor
- 1998: Atilano, presidente jako Cazorla
- 1999: Kwiaty z innego świata (Flores de otro mundo) jako Damián
- 1999: Serce wojownika (El corazón del guerrero) jako detektyw
- 2000: Wiem, kim jesteś (Sé quién eres) jako Estévez
- 2000: Kamienica w Madrycie (La comunidad) jako Gómez
- 2000: Buziaki dla wszystkich (Besos para todos) jako El Bombilla
- 2001: Boskie jak diabli (Sin noticias de Dios) jako policjant
- 2002: Poniedziałki w słońcu (Los lunes al sol) jako José Suárez
- 2002: Wielki tydzień (Semana Santa) jako Antonio
- 2003: Słabość bolszewika (La flaqueza del bolchevique) jako Pablo López
- 2003: Moimi oczami (Te doy mis ojos) jako Antonio
- 2003: Nie ugniemy się (El lápiz del carpintero) jako Herbal
- 2004: Twoje nowe życie (La vida que te espera) jako Rai
- 2004: Nieświadomi (Inconscientes) jako Salvador
- 2005: Noc mojego brata (La noche del hermano) jako Lorenzo
- 2005: Jeden dzień w Europie (One Day in Europe) jako Kibic Deportivo
- 2005: Etxebestowie w opałach (Aupa Etxebeste!) jako złodziej
- 2006: Miami Vice jako Arcángel de Jesús Montoya
- 2006: Wcielenia Celii (Las vidas de Celia) jako Miguel Ángel
- 2007: Casual Day jako Cholo
- 2009: The Limits of Control jako Skrzypek
- 2009: Cela 211 (Celda 211) jako „Macocha"
- 2010: Nawet deszcz (También la lluvia) jako Costa
- 2010: 18 spotkań przy stole (18 comidas) jako Edu
- 2010: Mr. Nice jako Craig Lovato
- 2010: Lope jako Fray Bernardo
- 2011: Słodkich snów (Mientras duermes) jako César
- 2011: Crebinsky jako dowódca
- 2012: Operacja E (Operación E) jako José Crisanto
- 2012: Wieczni kowboje (Una pistola en cada mano) jako L.
- 2014: 9 mil (El Niño) jako Jesús
- 2014: Gniazdo ryjówek (Musarañas) jako ojciec
- 2015: Nic w zamian (A cambio de nada) jako ojciec Darío
- 2015: Nieznany (El desconocido) jako Carlos
- 2015: Mama (Ma ma) jako Arturo
- 2016: Oszukać złodzieja (Cien años de perdón) jako Galijczyk
- 2016: Ostatni Hiszpanie na Filipinach (1898. Los últimos de Filipinas) jako porucznik Martín Cerezo
- 2016: Plan de fuga jako porucznik
- 2019: Pod gołym niebem (Intemperie) jako pasterz Maur

### producent
- 2010: 18 spotkań przy stole (18 comidas)
- 2011: Crebinsky
- 2012: Operacja E (Operación E)
- 2015: Psychonauci, zapomniane dzieci (Psiconautas, los niños olvidados)[9][10]